# FC Haarlem in het seizoen 1985/86
Het seizoen 1985/1986 was het 32e jaar in het bestaan van de Haarlemse betaaldvoetbalclub FC Haarlem. De club kwam uit in de Eredivisie en eindigde daarin op de 11e plaats. Tevens deed de club mee aan het toernooi om de KNVB Beker, hierin werd in de kwartfinale verloren van RBC (0–1).

## Wedstrijdstatistieken

### Eredivisie
|       | Ajax  | AZ '67 | FC Den Bosch '67 | Excelsior | Feyenoord | Fortuna Sittard | Go Ahead Eagles | FC Groningen | Heracles '74 | MVV   | N.E.C. | PSV   | Roda JC | Sparta Rotterdam | FC Twente | FC Utrecht | VVV   |
| ----- | ----- | ------ | ---------------- | --------- | --------- | --------------- | --------------- | ------------ | ------------ | ----- | ------ | ----- | ------- | ---------------- | --------- | ---------- | ----- |
| Thuis | 1 – 2 | 2 – 3  | 4 – 1            | 2 – 3     | 1 – 1     | 0 – 0           | 2 – 1           | 0 – 3        | 5 – 2        | 1 – 1 | 4 – 1  | 0 – 2 | 0 – 0   | 1 – 2            | 3 – 0     | 3 – 0      | 6 – 3 |
| Uit   | 5 – 1 | 1 – 1  | 3 – 0            | 0 – 0     | 2 – 0     | 4 – 0           | 0 – 0           | 3 – 0        | 2 – 2        | 0 – 2 | 0 – 2  | 1 – 0 | 0 – 0   | 0 – 4            | 0 – 0     | 0 – 0      | 1 – 1 |

### KNVB Beker
| 1e ronde                                                 | DETO                                                         | 2 – 8 (0 – 2) | FC Haarlem                                                                              |
| 12 oktober 1985 Plaats: Vriezenveen Sportpark Het Midden | Jed Kerr 61' (pen.) Jan Wetering 76'                         |               | 16' (pen.), 57', 87', 88' Wim Balm 28' Ricky Talan 70', 81' Piet Keur 84' Rob Collewijn |
| 2e ronde                                                 | VVOG                                                         | 2 – 2 (1 – 1) | FC Haarlem                                                                              |
| 23 november 1985 Plaats: Harderwijk Sportpark De Strokel | Reimer Jansen 44' Evert Jansen 85'                           |               | 42' Wim Balm 71' Rob Collewijn                                                          |
| 2e ronde (replay)                                        | FC Haarlem                                                   | 4 – 1 (3 – 1) | VVOG                                                                                    |
| 18 december 1985 Plaats: Haarlem Jan Gijzenkade          | Wim Balm 7' Rob Collewijn 14' Piet Keur 20' Frans Jansen 82' |               | 41' Geert-Jan Krop                                                                      |
| 3e ronde                                                 | FC Haarlem                                                   | 0 – 0         | PEC Zwolle '82                                                                          |
| 18 maart 1986 Plaats: Haarlem Jan Gijzenkade             |                                                              |               |                                                                                         |
| 3e ronde (replay)                                        | PEC Zwolle '82                                               | 0 – 1 (0 – 0) | FC Haarlem                                                                              |
| 9 april 1986 Plaats: Zwolle Oosterenkstadion             |                                                              |               | 73' Piet Keur                                                                           |
| Kwartfinale                                              | FC Haarlem                                                   | 0 – 1 (0 – 0) | RBC                                                                                     |
| 23 april 1986 Plaats: Haarlem Jan Gijzenkade             |                                                              |               | 89' Johan Molenaar                                                                      |

## Statistieken FC Haarlem 1985/1986

### Eindstand FC Haarlem in de Nederlandse Eredivisie 1985 / 1986
| Stand | Gespeeld | Gewonnen | Gelijk | Verloren | Punten | Doelpunten voor | Doelpunten tegen |
| ----- | -------- | -------- | ------ | -------- | ------ | --------------- | ---------------- |
| 11e   | 34       | 10       | 12     | 12       | 32     | 48              | 47               |

### Topscorers
| #                    | Naam            | Goal |
| -------------------- | --------------- | ---- |
| 1.                   | Piet Keur       | 14   |
| 2.                   | Wim Balm        | 12   |
| 3.                   | Marcel Liesdek  | 5    |
| 4.                   | Rob Collewijn   | 2    |
| 4.                   | Keith Masefield | 2    |
| 4.                   | Ricardo Moniz   | 2    |
| 4.                   | Luc Nijholt     | 2    |
| 4.                   | Ricky Talan     | 2    |
| 4.                   | Chris Verkaik   | 2    |
| 10.                  | Alwin Leysner   | 1    |
| 10.                  | Rob Matthaei    | 1    |
| 10.                  | John Verschoor  | 1    |
| Onbekende doelpunten |                 |      |
| –                    | Onbekend        | 2    |
| Totaal               | Totaal          | 48   |

| #      | Naam          | Goal |
| ------ | ------------- | ---- |
| 1.     | Wim Balm      | 6    |
| 2.     | Piet Keur     | 4    |
| 3.     | Rob Collewijn | 3    |
| 4.     | Frans Jansen  | 1    |
| 4.     | Ricky Talan   | 1    |
| Totaal | Totaal        | 15   |

## Voetnoten
Ajax ·
AZ '67 ·
FC Den Bosch '67 ·
Excelsior ·
Feyenoord ·
Fortuna Sittard ·
Go Ahead Eagles ·
FC Groningen ·
Haarlem ·
Heracles '74 ·
MVV ·
N.E.C. ·
PSV ·
Roda JC ·
Sparta Rotterdam ·
FC Twente ·
FC Utrecht ·
VVV